# Women's Wear Daily
Women's Wear Daily, también conocida como WWD) es una revista comercial de la industria de la moda a la que a menudo se hace referencia como la "Biblia de la moda". Proporciona información sobre tendencias cambiantes y noticias de última hora en las industrias de la moda, la belleza y el comercio minorista para hombres y mujeres. Sus lectores se componen en gran parte de minoristas, diseñadores, fabricantes, comercializadores, financieros, ejecutivos de medios, agencias de publicidad, socialités y creadores de tendencias. WWD es la publicación principal de Fairchild Media, propiedad de Penske Media Corporation.
En abril de 2015, el periódico pasó de un formato impreso diario a un formato impreso semanal, acompañado de una edición digital diaria. En 2017, anunció que aumentaría su enfoque en lo digital, reduciendo aún más su calendario de impresión regular y optaría por publicar ediciones impresas solo durante las semanas de la moda y otros eventos.

## Historia

### Fundación
WWD fue fundada por Edmund Fairchild el 13 de julio de 1910, como una consecuencia de la revista de moda masculina Daily News Record. La publicación adquirió rápidamente una posición firme en la industria de la ropa de Nueva York, debido a la influencia de sus primeros anunciantes. Edith Rosenbaum se desempeñó como la primera corresponsal en París de Women's Wear Daily. A veces se asignaba a los reporteros de la publicación a la última fila de los desfiles de alta costura, pero la publicación ganó popularidad a finales de la década de 1950.
John B. Fairchild, que se convirtió en jefe de la oficina europea de Fairchild Publications en 1955 y editor de WWD en 1960, mejoró la posición de WWD centrándose en el lado humano de la moda. Dirigió la atención de su periódico a la escena social de los diseñadores de moda y sus clientes, y ayudó a fabricar un «culto a la celebridad» en torno a los diseñadores. Fairchild también trabajó duro para mejorar su circulación. Después de que dos modistos prohibieron la cobertura de prensa hasta un mes después de que los compradores vieran su ropa, Fairchild publicó fotos y bocetos de todos modos. Incluso envió reporteros a las casas de moda disfrazados de mensajeros, o les hizo observar los nuevos estilos de los diseñadores desde las ventanas de los edificios frente a las casas de moda. «He aprendido en la moda a ser un poco salvaje», escribió en sus memorias. John Fairchild fue editor de la revista de 1960 a 1996.
Bajo Fairchild, las disputas de la compañía también fueron legendarias. Cuando las declaraciones o el trabajo de un diseñador ofendían a Fairchild, tomaba represalias, a veces prohibiendo cualquier referencia a ellos en su periódico durante años seguidos. El periódico discutió con Hubert de Givenchy, Cristóbal Balenciaga, John Weitz, Azzedine Alaïa, Perry Ellis, Yves Saint Laurent, Giorgio Armani, Bill Blass, Geoffrey Beene (cuatro veces: sobre el diseño del vestido de novia de la Casa Blanca de Lynda Bird Johnson que Beene prometió mantener en secreto hasta el día de la boda; sobre el tamaño de un anuncio en una de las publicaciones de Fairchild; el hecho de que Beene permitiera que una publicación rival fotografiara su casa; y sobre un reportero de WWD que no le gustaba a Beene), James Galanos, Mollie Parnis, Óscar de la Renta y Norman Norell (quien fue degradado de «Grande de la moda» a «Viejo maestro» en las páginas de la revista), entre otros. En respuesta, algunos diseñadores prohibieron a sus representantes hablar con los reporteros de WWD o retiraron la invitación de los reporteros de la revista de sus desfiles de moda. Cuando la diseñadora Pauline Trigère, que había sido excluida del periódico durante tres años, sacó un anuncio de página completa protestando por la prohibición en la sección de moda de una revista del New York Times de 1988, se creía que era el primero ampliamente distribuido, contraatacando a la política de Fairchild.

### 1999-2013: Condé Nast Publications
En 1999, Walt Disney Company vendió Fairchild Publications a Advance Publications, la empresa matriz de Condé Nast Publications. Como resultado, Fairchild Publications se convirtió en una unidad de Condé Nast, aunque WWD técnicamente funcionaba por separado de las publicaciones de consumo de Condé Nast, como Vogue y Glamour. 
En noviembre de 2010, WWD celebró su centenario en el Cipriani de Nueva York, con algunos de los principales expertos de la industria de la moda, incluidos los diseñadores Alber Elbaz, Ralph Lauren, Marc Jacobs y Michael Kors.

### 2014-presente: Penske Media Corporation
El 19 de agosto de 2014, Condé Nast vendió Women's Wear Daily a Penske Media Corporation (PMC). La compra por parte de PMC incluyó las publicaciones hermanas de WWD, Footwear News, Menswear, M Magazine y Beauty Inc., así como el negocio de eventos de Fairchild por un precio de venta cercano a los 100 millones de dólares.
El 12 de abril de 2015, WWD anunció en su sitio web que lanzaría un formato impreso semanal a partir del 23 de abril. Una edición digital diaria de WWD también estaría disponible para los suscriptores.
El 20 de julio de 2015, Penske Media Corporation (PMC) y Tribune Publishing Company anunciaron que WWD aparecería en LA Times y también se distribuiría a suscriptores selectos de Los Angeles Times, San Diego Union-Tribune, Chicago Tribune y Sun-Sentinel doce veces al año.